# Mömbris

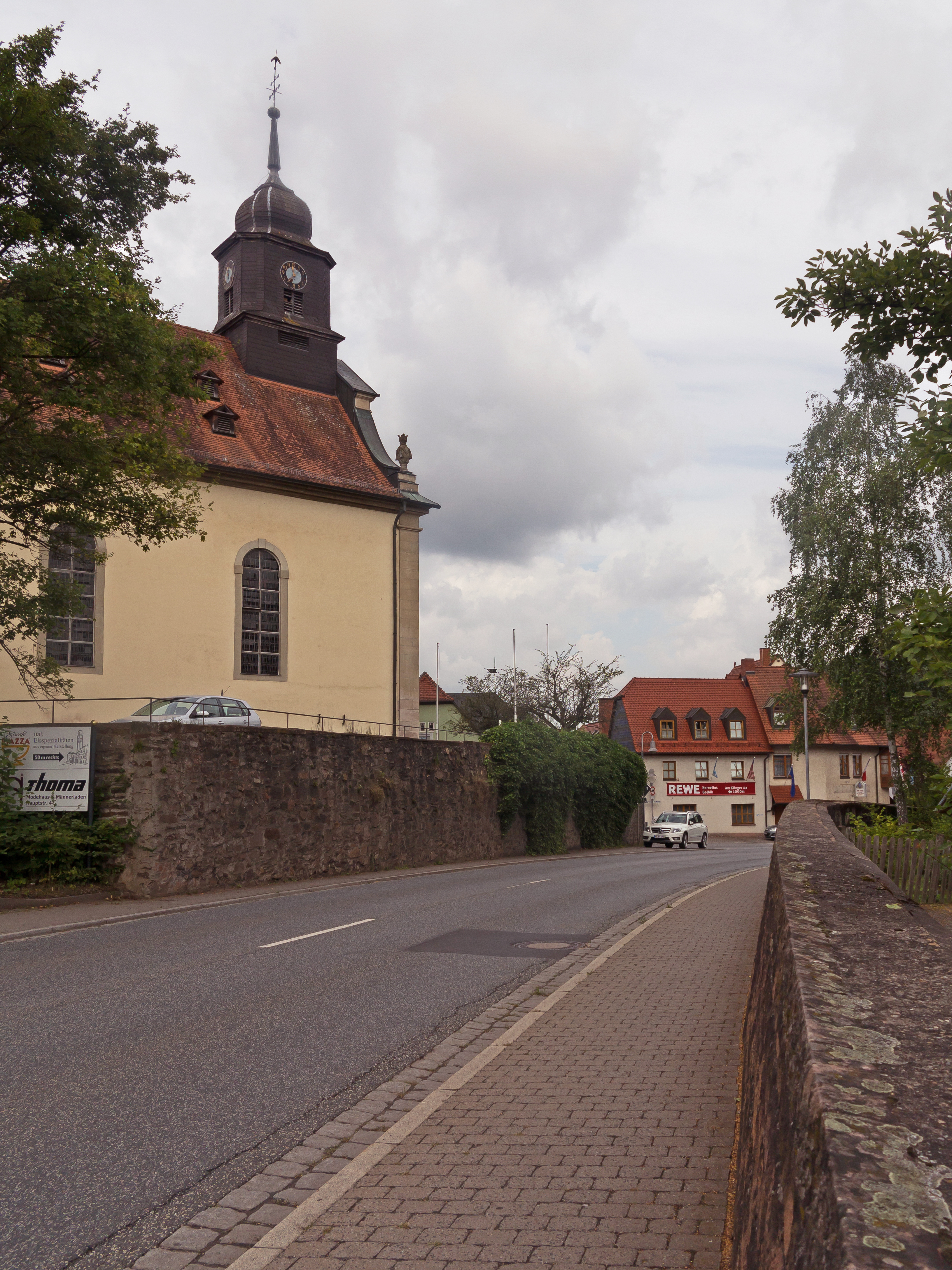
L'église catholique (Pfarrkirche Sankt Cyriakus) dans la rue.

Mömbris est un marché (Markt) allemand de Bavière, situé dans l'arrondissement d'Aschaffenbourg et le district de Basse-Franconie.

## Géographie

Situation de Mömbris (en rouge) dans l'arrondissement d'Aschaffenbourg.

Mömbris est située dans le nord de l'arrondissement, à la limite avec le land de Hesse (arrondissement de Main-Kinzig) le long de la vallée de la rivière Kahl, affluent du Main, dans le nord du massif du Spessart.
La commune est composée de dix-huit villages dont les plus importants sont (nombre d'habitants) :
| - Brücken (627) - Daxberg (719) - Dörnsteinbach (685) - Gunzenbach (595) - Hohl (478) - Kônigsofen an der Kahl (892) | - Mensengesäß (1 187) - Mömbris (2 233) - Niedersteinbach (946) - Reichenbach (946) - Schimborn (1 786) - Strötzbach (638) |

Communes limitrophes (en commençant par le nord et dans le sens des aiguilles d'une montre) : Freigericht, Geiselbach, Krombach, Blankenbach, Hösbach, Johannesberg et la ville d'Alzenau.

## Histoire
Mömbris a possédé un château fort construit par les comtes de Rieneck au XIVe siècle, détruit en 1404, dont il est resté des ruines jusqu'au début du XXe siècle.
Jusqu'en 1748, Mömbris a appartenu à la Wilmundsheim von der Hart Markengenossenschaft, association, libre de villages mettant en commun leurs ressources forestières. Cette association, qui avait son siège à Alzenau bénéficiait de l'Immédiateté impériale et relevait donc directement de l'Empereur, sans être soumise aux seigneurs locaux. En 1500, ce privilège féodal disparaît et Mömbris entre dans la dépendance directe de l'Électorat de Mayence.
En 1803, lors de la sécularisation de l'archevêché de Mayence, elle est intégrée à la principauté d'Aschaffenbourg et rejoint le royaume de Bavière en 1814 et l'arrondissement d'Alzenau, aujourd'hui disparu.
De nombreuses communes ont été incorporées à la commune de Mömbris et ce, dès 1818 (villages de Brücken, Strötzbach, Rappach, Heimbach, Gunzenbach, Rothengrund, Angelsberg, Molkenberg). Durant les réformes administratives des années 1970, ce sont :
- en 1972, Daxberg, Hemsbach, Monsengesäß, Niedersteinbach ;
- en 1974, Dörnsteinbach, Hohl ;
- en 1976, Reichenbach ;
- en 1978, Schimborn et Königshofen an der Kahl.

## Démographie
Marché de Mömbris seul :
| 1910  | 1933  | 1939  |
| ----- | ----- | ----- |
| 2 271 | 2 936 | 3 065 |

Marché de Mömbris dans ses limites actuelles :
| 1840  | 1871  | 1900  | 1910  | 1933  | 1939  | 1950  | 1961  | 1970   |
| ----- | ----- | ----- | ----- | ----- | ----- | ----- | ----- | ------ |
| 4 160 | 3 786 | 4 333 | 5 329 | 6 801 | 7 171 | 8 524 | 9 162 | 10 309 |

| 1987   | 1995   | 2003   | 2009   | - | - | - | - | - |
| ------ | ------ | ------ | ------ | - | - | - | - | - |
| 10 830 | 12 082 | 12 340 | 12 128 | - | - | - | - | - |

## Jumelage
La commune de Mömbris est jumelée avec le pays du Pré-Bocage dans le Calvados comprenant les communes de :
- Aunay-sur-Odon (France) depuis 1989
- Caumont-l'Éventé (France) depuis 1989
- Villers-Bocage (France) depuis 1989